# 虚数
| {\displaystyle \vdots }                |
| {\displaystyle i^{-3}=i}               |
| {\displaystyle i^{-2}=-1}              |
| {\displaystyle i^{-1}=-i}              |
| {\displaystyle i^{0}=1}                |
| {\displaystyle i^{1}=i}                |
| {\displaystyle i^{2}=-1}               |
| {\displaystyle i^{3}=-i}               |
| {\displaystyle i^{4}=1}                |
| {\displaystyle i^{5}=i}                |
| {\displaystyle i^{6}=-1}               |
| {\displaystyle \vdots }                |
| {\displaystyle i^{n}=i^{n{\pmod {4}}}} |

虛數是指可以写作实数与虚数单位{\displaystyle i}乘积的複數
，並定義其性質為{\displaystyle i^{2}=-1}，以此定義，0可被視為同時是實數也是虛數（純虛數）的數值。
17世纪著名數學家笛卡爾所著《幾何學》（法語：La Géométrie）一書中，命名其為（虛構的數），成為了虛數（imaginary number）一詞的由來。
後來在歐拉和高斯的研究之後，發現虛數可對應平面上的縱軸，與對應平面上橫軸的實數同樣真實。虛數軸和實數軸構成的平面稱複數平面，複數平面上每一點對應着一個複數。

複數平面的圖示。虛數位於垂直座標軸之上。

## 幾何詮釋

複數平面上乘以虛數單位表示旋轉九十度

在幾何學上，複數平面的垂直軸表示虛數，它們與代表實數的水平軸垂直。查看虛數的方法之一是參考標準數線：往右側正幅度增長，往左側則負幅度減少。在x軸的0點處，往上升方向可繪製y軸的“正”虛數，然後向上增加；而“負”虛數則往下增加。這個垂直軸通常被稱為“虛數軸”，並被表示為{\displaystyle i\mathbb {R} }，Im，{\displaystyle \mathbb {I} }，或{\displaystyle \Im }。
在該呈現圖示中，乘以–1對應於以原點為中心180度的旋轉。{\displaystyle i}的乘法對應於“逆時針”方向的90度旋轉，而方程式{\displaystyle i^{2}=-1}可被解釋為，如果我們對原點應用兩個90度旋轉，則終了結果是單一個180度旋轉。注意，“順時針”方向的90度旋轉也滿足這種解釋。這反映了{\displaystyle -i}也解出了方程{\displaystyle x^{2}=-1}。一般來說，乘以複數與以複數辐角圍繞原點的旋轉相同，然後按其大小進行縮放。

## 負數的平方根
我們應該將根號視為求{\displaystyle x^{2}}的解，故將一個數開根號後會有兩個合理的值，此二值互相差一個負號。在將正數開根號時，這兩個值一為正數一為負數，故習慣上直接將根號對應到正值，而負值的解以根號前加負號來表示。但對其它的數而言開根號沒有自然的對應，{\displaystyle {\sqrt {-1}}}實際上代表的是兩個數，分別為{\displaystyle +i}及{\displaystyle -i}。但若直接將{\displaystyle {\sqrt {-1}}}對應到{\displaystyle +i}，而{\displaystyle -{\sqrt {-1}}}對應到{\displaystyle -i}也未嘗不可。

## 性質
1. 不同的虛數都是不能比較大小的：{\displaystyle 1<2\,}成立，但{\displaystyle 1+i<2+i\,}和{\displaystyle i<2i\,}卻均不成立。
舉例說明：（反證法）
假設{\displaystyle i>0\,}
平方得{\displaystyle i^{2}>0\,}
得{\displaystyle -1>0\,}即可看出矛盾。
再舉例：假設{\displaystyle i<0\,}
平方得{\displaystyle i^{2}>0\,}（不等式兩側同乘假設為負的{\displaystyle i}，不等式由小於變為大於）
得{\displaystyle -1>0\,}即可看出矛盾。
因此虛數或者說虛部不爲0的複數不能比較大小。
2. 因爲{\displaystyle i^{0}=1\,}，{\displaystyle i^{1}=i\,}，{\displaystyle i^{2}=-1\,}，{\displaystyle i^{3}=-i\,}，{\displaystyle i^{4}=1\,}，{\displaystyle \cdots }，很容易知道{\displaystyle i^{n}\,}（{\displaystyle n\in \mathbb {N} \,}）是關於指數{\displaystyle n\,}的週期函數，最小正週期是{\displaystyle 4\,}。於是，我們有
{\displaystyle i^{1}+i^{2}+i^{3}+i^{4}=0\,}
這表示{\displaystyle i\,}為方程{\displaystyle x+x^{2}+x^{3}+x^{4}=0\,}的一個根，另三個根分別為{\displaystyle -i,-1\,}及{\displaystyle 0\,}。
另外可以證明
{\displaystyle \omega =-{\frac {1}{2}}+{\frac {\sqrt {3}}{2}}i\,}
和
{\displaystyle {\overline {\omega }}=-{\frac {1}{2}}-{\frac {\sqrt {3}}{2}}i\,}
爲下列方程的根
{\displaystyle x^{2}+x+1=0\,}
{\displaystyle x^{3}=1\,}
其中，{\displaystyle {\overline {\omega }}\,}稱爲{\displaystyle \omega \,}的共軛虛數（或共軛複數）。
3. 如果再將虛數的這個概念擴展開去，就可以組成四元數（Quaternion）、八元數（Octonion）等特殊數學範疇。